# Somalische struisvogel
De Somalische struisvogel (Struthio molybdophanes) is een Afrikaanse loopvogel uit de familie van de struisvogels (Struthionidae). De soort werd lange tijd beschouwd als een ondersoort van de gewone struisvogel (Struthio camelus).

## Taxonomie
De soort werd alsnog als een ondersoort beschouwd van de gewone struisvogel. Moleculair genetisch onderzoek maakt aannemelijk dat de Oost-Afrikaanse riftzone een natuurlijke barrière is waardoor deze populatie zich tot een aparte soort kon ontwikkelen. De Somalische struisvogel is uit de Noord-Afrikaanse ondersoort van de struisvogel ontstaan. De populatie is ongeveer 3,6 tot 4,1 miljoen jaar geleden gesplitst en wordt daarom als aparte soort beschouwd.

## Voorkomen
De Somalische struisvogel komt voor in Oostelijk Afrika, van Noordoost Ethiopië tot Noordoost Kenia. Zijn verspreidingsgebied valt grotendeels samen met het gebied in Afrika dat de Hoorn van Afrika genoemd wordt.

## Veldkenmerken
Ondanks de grote overeenkomsten met de gewone struisvogel zijn er uiterlijke verschillen. De huid van de nek en de dijen van de Somalische struisvogel zijn grijsblauw. In de paartijd wordt de huid van het mannetje zelfs helder blauw van kleur. Op de nek ontbreekt de typische brede, witte ring, en de staartveren zijn wit. De vrouwtjes zijn een beetje groter dan de mannetjes en hebben een bruiner verenkleed dan andere struisvogelvrouwtjes.

## Ecologie
De Somalische struisvogel is ecologisch gezien zeer verschillend van de masaistruisvogel, waarmee een deel van het leefgebied overlapt, door meer struikrijke, sterk begroeide gebieden te verkiezen. Hier begraast hij de vegetatie.